# Du Pont Chart
 (septembre 2024).
Si vous disposez d'ouvrages ou d'articles de référence ou si vous connaissez des sites web de qualité traitant du thème abordé ici, merci de compléter l'article en donnant les références utiles à sa vérifiabilité et en les liant à la section « Notes et références ».
Le modèle de rentabilité dit Du Pont Chart, en français : « schéma de Du Pont », est une façon simple de modéliser et de représenter la rentabilité d'une entreprise. L'origine du terme proviendrait de la Société américaine DuPont, où la notion aurait été développée et utilisée.

## Contenu du «modèle»
La rentabilité peut être définie comme :
le résultat de la multiplication du Taux de marge par la rotation du capital investi.
En effet si la rentabilité s'écrit sous la forme du Ratio : Bénéfice / Capital investi , cela peut aussi s'écrire sous la forme du ratio :
( Bénéfice / Chiffre d'affaires ) multiplié par ( Chiffre d'affaires sur capital investi )
- Or ( bénéfice / chiffre d'affaires ) est égal au taux de marge
- Or ( Chiffre d'affaires / capital investi ) est égal à la rotation du capital investi.

## Intérêt du «modèle»
L'intérêt de la « Du Pont Chart » est de pointer que la rentabilité d'une entreprise ne dépend pas seulement du niveau de taux de marge dégagé par la vente de ses produits. Et que celle-ci peut être améliorée ou détériorée par la rotation du Capital investi.
Il rappelle opportunément qu'en période de tension concurrentielle, où le relèvement du taux de marge est plus difficile à obtenir, il vaut mieux se concentrer sur l'optimisation du second terme (la rotation du capital investi).
Les actions qui conduisent à l'amélioration de la rotation du capital investi sont parfois regroupées et désignées par le concept de compétition hors prix.

## Sophistication du modèle
Le modèle simplifié est susceptible d'être développé plus amplement (voir en particulier modèle développé)